# Xã Durham, Quận Washington, Arkansas
Xã Durham (tiếng Anh: Durham Township) là một xã thuộc quận Washington, tiểu bang Arkansas, Hoa Kỳ. Năm 2010, dân số của xã này là 907 người.